# 가이판
가이판(중국어 간체자: 盖饭, 정체자: 蓋飯, 병음: gàifàn) 또는 가이자오판(중국어 간체자: 盖浇饭, 정체자: 蓋澆飯, 병음: gàijiāofàn)은 중화권의 덮밥이다. 홍콩 등 광둥어 사용 지역에서는 딥타우판(광둥어: 碟頭飯, 월병: dip6 tau42 faan6)이라 부른다.

## 같이 보기
- 덮밥
- 돈부리